# Ateneo de Pontevedra
El Ateneo de Pontevedra es una asociación cultural de referencia en la ciudad de Pontevedra, España. Sus actividades están dirigidas a todas las personas interesadas en el desarrollo humano, social y cultural de su tiempo.

## Historia
El Ateneo de Pontevedra tuvo como fecha de constitución de la junta directiva el 25 de octubre de 1965. Más de un tercio del grupo fundador estuvo formado por profesores de los dos institutos de secundaria de la ciudad en aquel momento (Instituto Valle-Inclán e Instituto Sánchez Cantón): José Ramón Alonso Rubiera, Pablo Carpintero Orgnero, José Filgueira Valverde, Marcelino Jiménez Jiménez, Isidoro Millán Gonzáles-Pardo, Esteban Rodríguez Salazar, Federico Cifuentes Pérez, Manuel Sänchez Méndez y Gonzalo Torrente Ballester, que fue el autor del manifiesto de presentación al público y que no dejó de fomentar su actividad hasta su marcha a Estados Unidos unos meses después.
El 18 de noviembre de 1965 tuvo lugar su sesión inaugural en presencia del escritor rumano Vintila Horia. El 18 de noviembre de 1966 se eligió su primera junta directiva, encabezada por Alfonso Zulueta de Haz. En total participaron veintiún miembros, gracias a la formación de un consejo democrático, que contaba con una gran diversidad ideológica: desde la incuestionable lealtad a la España franquista hasta la simpatía por el marxismo o la democracia cristiana.

### Los primeros años
La mayoría de sus integrantes formaban parte del Cineclub de Pontevedra, nacido once años antes. Su prestigio era enorme y sus locales constituían un acogedor punto de encuentro para sus socios. Pío Cabanillas Gallas (Subsecretario de Información y Turismo) presidió su inauguración.

### Desde la década de 1970 hasta la actualidad
El Ateneo estuvo dirigido por Juan Vidal Fraga, gran experto en ajedrez, quien dirigió la organización durante doce años sin casi actividad hasta que entregó la presidencia al Doctor Jesús Díaz Bustelo en 1982. Este cambio de presidencia fue la clave para la reactivación del Ateneo, ya que se obtuvieron casi 200.000 pesetas.
El Ateneo publicó el Catálogo de la Exposición Bibliográfica Miguel Hernández, elaborado por Antonio Odriozola, de doce páginas.
Los presidentes del Ateneo han sido los siguientes: Alfonso Zulueta de Haz, Antonio Alonso, Juan Vidal, Jesús Díaz Bustelo, Carlos Osorio, Antón Louro, Carlota Román García. Su actual presidente es Xaime Toxo.

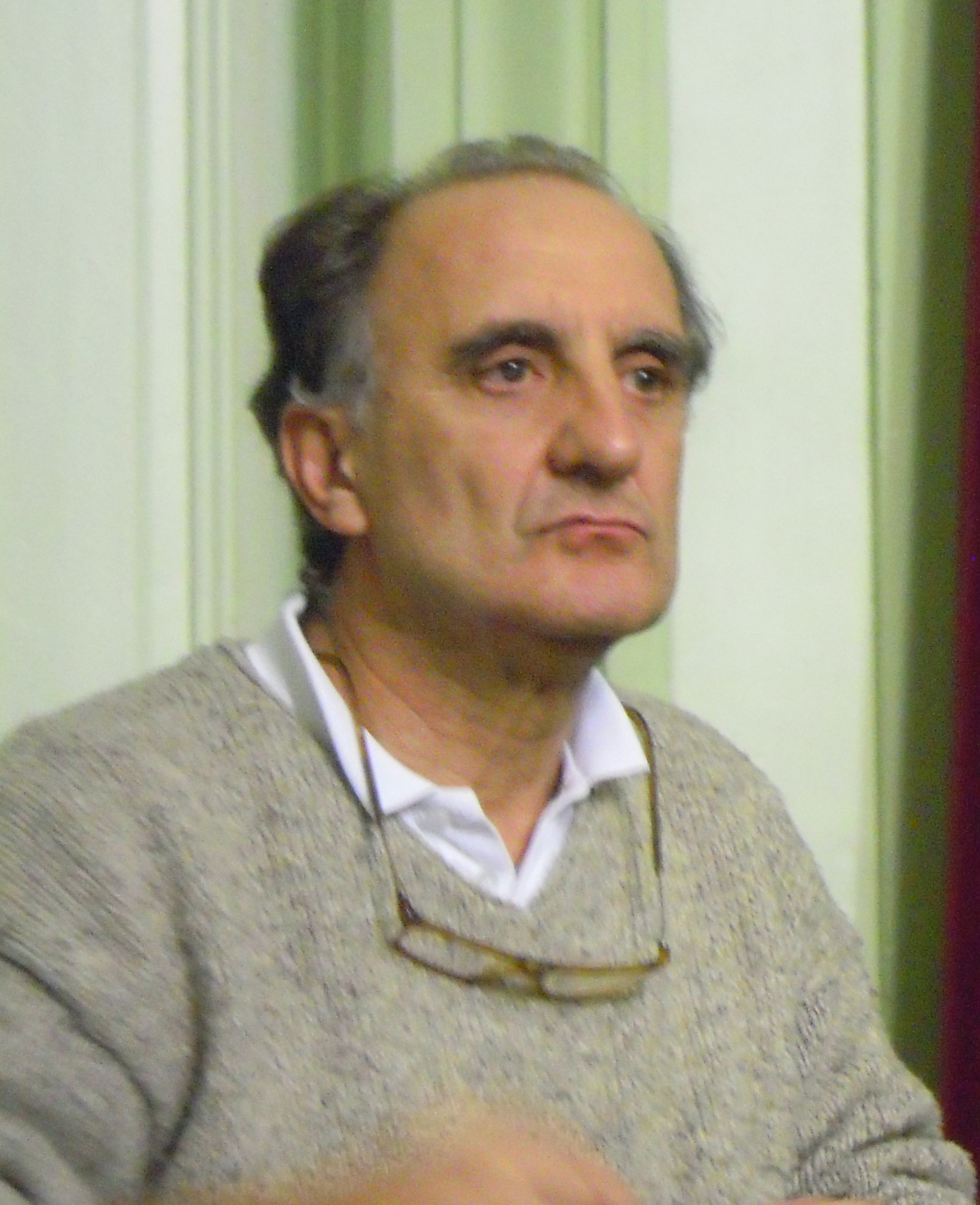
Xaime Toxo.

## Descripción
Es el primer Ateneo de Galicia y se dedica a promover diferentes actividades culturales. Promueve la libertad de discusión e independencia de criterio.
El Ateneo y el Ayuntamiento de Pontevedra decidieron colaborar para homenajear, anualmente o semestralmente, a una figura de la arquitectura, del urbanismo o de la bellas artes, que ha contribuido de manera decisiva al prestigio o al desarrollo de la ciudad.
La idea es dar continuidad al legado de Alejandro Rodríguez Sesmero entre las personas (vivas o fallecidas) que después de él también contribuyeron a una ciudad mejor.
Este proyecto bajo el nombre Sesmero Memorial se lleva a cabo en octubre y comenzó a realizarse en 2014. El programa incluye conferencias, exposiciones y visitas sobre la obra de un personaje importante que trabajó o vivió tanto en Pontevedra como en el extranjero y que fue reconocido como un referente en los campos del urbanismo, la arquitectura, el paisajismo y las bellas artes.